# Le Jardinier (film, 1981)
Pour les articles homonymes, voir Le Jardinier.
Pour plus de détails, voir Fiche technique et Distribution.
Le Jardinier est un film français réalisé par Jean-Pierre Sentier, sorti en 1981. Le film obtint le Prix Jean-Vigo 1981.

## Synopsis
La vie des ouvriers dans une usine où sont appliquées des règles plus que loufoques, un film onirique inclassable.

## Fiche technique
- Titre : Le Jardinier
- Réalisation : Jean-Pierre Sentier
- Photographie : Jean-Noël Ferragut
- Musique : Pierre Alrand
- Pays d'origine :  France
- Format : Couleurs
- Durée : 96 minutes
- Date de sortie :
  - France : 14 octobre 1981

## Distribution
- Maurice Bénichou : le contremaître-jardinier
- Jean Bolo : le directeur
- François Dyrek : le voleur de l'eau
- Claude Faraldo : le travailleur
- Geneviève Mnich : la mère
- Jean-Roger Milo : un ouvrier
- Alain Claessens : un ouvrier
- Georges Trillat : un ouvrier

## Lieu de tournage
Le film a été tourné principalement dans la sucrerie distillerie désaffectée de Francières dans l'Oise.